# 皮内托
皮内托（義大利語：Pineto），是意大利泰拉莫省的一个市镇。总面积37.74平方公里，人口14591人，人口密度386.6人/平方公里（2009年）。ISTAT代码为067035。